# Ceroplastes albolineatus
Ceroplastes albolineatus  (лат.) — вид полужесткокрылых насекомых-кокцид рода Ceroplastes из семейства ложнощитовки (Coccidae).

## Распространение
Центральная и Южная Америка: Бразилия, Мексика, Ямайка.

## Описание
Питаются соками таких растений, как Anacardiaceae: Schinus; Asteraceae: Baccharis; Celastraceae: Maytenus; Onagraceae: Fuchsia; Platanaceae: Platanus.
.
Таксон Ceroplastes albolineatus включён в состав рода Ceroplastes Gray, 1828 (триба Ceroplastini) вместе с видами Ceroplastes argentinus, Ceroplastes toddaliae, Ceroplastes uapacae, Ceroplastes alamensis, Ceroplastes ajmerensis, Ceroplastes royenae, и другими.